# Queen Sofia Mount
Der Queen Sofia Mount (englisch; spanisch Monte Reina Sofia) ist ein 274 m hoher Berg auf der Livingston-Insel im Archipel der Südlichen Shetlandinseln. Er ragt 1,3 km südlich bis westlich des Ballester Point, 2,24 km südwestlich des Charrúa Ridge, 2,85 km westlich des Napier Peak, 2,8 km nordwestlich des Moore Peak und 0,8 km südsüdöstlich der spanischen Juan-Carlos-I.-Station auf.
Spanische Wissenschaftler kartierten ihn 1991 und benannten ihn nach der spanischen Königin Sophia (* 1938). Das UK Antarctic Place-Names Committee übertrug die Benennung 2003 ins Englische.